# Cassini-görbe

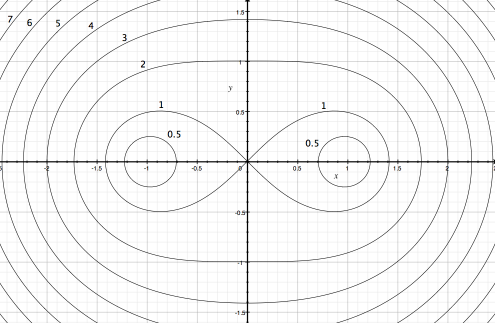
Néhány Cassini-görbe. A fókuszpontok (-1, 0) és (1, 0). A görbéken a b² értéke van feltüntetve.

Cassini-görbe azoknak a pontoknak a mértani helye a síkban, melyek a sík egy {\displaystyle q_{1}\,} és {\displaystyle q_{2}\,} pontjától mért távolságának szorzata állandó. A {\displaystyle q_{1}\,} és {\displaystyle q_{2}\,} pontokat a Cassini-görbe fókuszainak nevezik.
A Cassini-görbék Giovanni Domenico Cassini csillagászról kapták nevüket, aki úgy vélte, hogy a bolygók ilyen pályán keringenek a Nap körül.
Ha egy derékszögű koordináta-rendszert úgy veszünk fel, hogy a {\displaystyle q_{1}\,} pont koordinátái {\displaystyle (a,0)\,}, és a {\displaystyle q_{2}\,} pont koordinátái {\displaystyle (-a,0)\,}, akkor a görbék pontjai kielégítik az alábbi egyenletet:
{\displaystyle ((x-a)^{2}+y^{2})((x+a)^{2}+y^{2})=b^{4}\,}.
Más alakban:
{\displaystyle (x^{2}+y^{2})^{2}-2a^{2}(x^{2}-y^{2})+a^{4}=b^{4}\,},
illetve
{\displaystyle (x^{2}+y^{2}+a^{2})^{2}-4a^{2}x^{2}=b^{4}\,}.
A görbék polárkoordinátás egyenlete:
{\displaystyle r^{4}-2a^{2}r^{2}\cos 2\theta =b^{4}-a^{4}\,}

## Alakja
A görbék alakja a {\displaystyle c={\frac {b}{a}}} viszonytól függ. 
- {\displaystyle c>{\sqrt {2}}\,} esetén ovális alakú zárt görbe
- {\displaystyle {\sqrt {2}}>c>1\,} esetén egyetlen folytonos, zárt görbe, melynek négy inflexiós pontja van.
- {\displaystyle c=1\,} esetén a görbe Bernoulli-féle lemniszkáta lesz.
- {\displaystyle c<1\,} esetén a diagram két független görbére esik szét.
- {\displaystyle c=0,\ (a\neq 0)} esetén a Cassini-görbe a két fókuszponttá fajul.

## Tulajdonságai

Fekete kör: a maximumok és minimumok mértani helye; kék lemniszkáta: az inflexiós pontok mértani helye.

- A Cassini-görbék negyedrendű síkbeli algebrai görbék.
- Két szimmetriatengelye van: az egyik a két fókuszponton átmenő egyenes, a másik a két fókuszpont távolságát megfelező, az előzőre merőleges egyenes.
- {\displaystyle 0<c\leq {\sqrt {2}}} esetén két abszolút maximummal és két abszolút minimummal rendelkeznek:

{\displaystyle {\begin{cases}x=\pm {\frac {\sqrt {4a^{4}-b^{4}}}{2a}}\\y=\pm {\frac {b^{2}}{2a}}\end{cases}}}
- {\displaystyle 1<c\leq {\sqrt {2}}} esetén a görbék négy inflexiós ponttal rendelkeznek, polárkoordinátás alakjuk:

{\displaystyle {\begin{cases}r={\sqrt[{4}]{\frac {b^{4}-a^{4}}{3}}}\\\cos 2\varphi =-{\sqrt {{\frac {1}{3}}\left({\frac {b^{4}}{a^{4}}}-1\right)}}\end{cases}}}
Az inflexiós pontok mértani helye lemniszkáta, {\displaystyle \left(0;\pm a\right)} csúcspontokkal.
- A görbületi sugár polárkoordinátákkal kifejezve:

{\displaystyle R={\frac {b^{2}r}{r^{2}+a^{2}\cos {2\varphi }}}={\frac {2b^{2}r^{3}}{a^{4}-b^{4}+3r^{4}}}}

## Külső hivatkozások
- Kempelen Farkas digitális tankönyvtár
- História - tudósnaptár: Cassini
- Weisstein, Eric W.: Cassini Ovals (angol nyelven). Wolfram MathWorld
- 2Dcurves.com 2D görbék (angol)